# Carné, l'homme à la caméra
Pour plus de détails, voir Fiche technique et Distribution.
Carne, l'homme à la caméra est un documentaire de Christian-Jaque réalisé en 1985.

## Synopsis
Il s'agit d'un portrait du réalisateur français Marcel Carné. 
A noter que c'est le dernier long métrage d'Arletty, qui, devenue aveugle, n'apparait qu'en voix hors-champ. 

## Fiche technique
- Titre original : Carné, l'homme à la caméra
- Réalisation : Christian-Jaque
- Scénario : Didier Decoin, Roland Lesaffre, Henri-François Rey, Jacques Robert
- Production : Paule Senguissen
- Société de production : Antenne-2, Les Réalisateurs Associés, Ministère de la Culture de la République Française, Télébulle
- Musique : Georges Delerue
- Photographie : Pierre Petit
- Montage : Yvonne Martin
- Décors :
- Costumes :
- Pays de production :  France
- Genre : documentaire
- Durée : 80 minutes
- Format : Couleur
- Date de sortie : France : 28 août 1985
- Affiche : Clément Hurel (France)

## Distribution
- Jean-Louis Barrault : Récitant / Narrateur (voix)
- Marcel Carné : lui-même
- Yves Montand : lui-même
- Roland Lesaffre : lui-même
- Arletty : elle-même (voix)
- Michèle Morgan : elle-même
- Jules Berry : lui-même
- Jean Gabin : lui-même
- Louis Jouvet : lui-même
- Gérard Philipe : lui-même
- Michel Simon : lui-même